# Fonakeukeu
Fonakeukeu est un village du groupement To'oh (Foto) dans le département de la Menoua au Cameroun. Il est situé à environ 5 km de la ville de Dschang et est accessible par des routes non bitumées. En 1987, le village comptait 2 144 habitants. Il comporte plusieurs quartiers dont Tsingba, A Lee, Lepee, Zemtchouet, etc.
Le village dispose d'un réseau d'eau potable en partir venant de Batsengla, le village voisin , et alimenté en toute saison. Il est doté de deux écoles publiques et d'un lycée d'enseignement général.
Il est dirigé par Sa Majesté Zeufack Joseph II.

## Géographie

### Villages limitrophes
Fonakeukeu est bordée par les groupements suivant :
- Foto au Nord ;
- Foréké-Dschang à l'Ouest ;
- Bafou à l'Est ;
- Foréké-Dschang au Sud.

### Quartiers

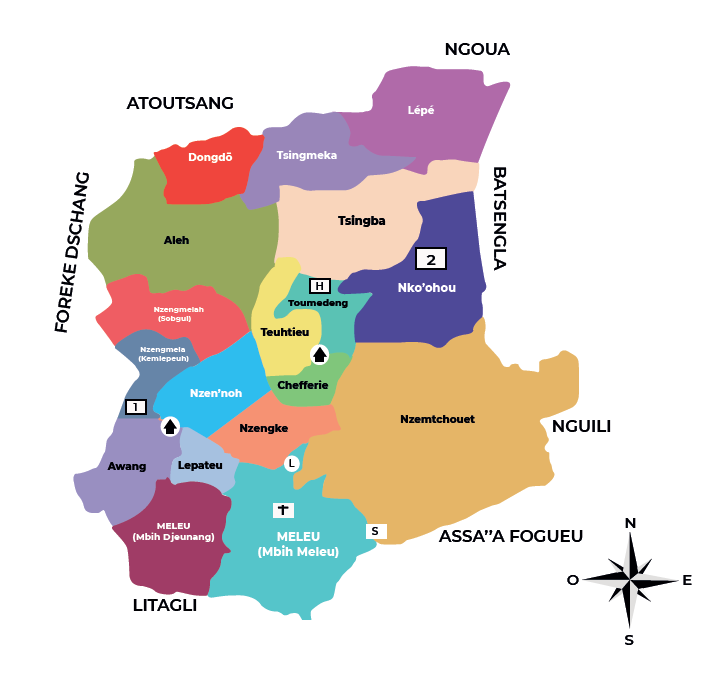

## Chronologie des chefs et leurs œuvres

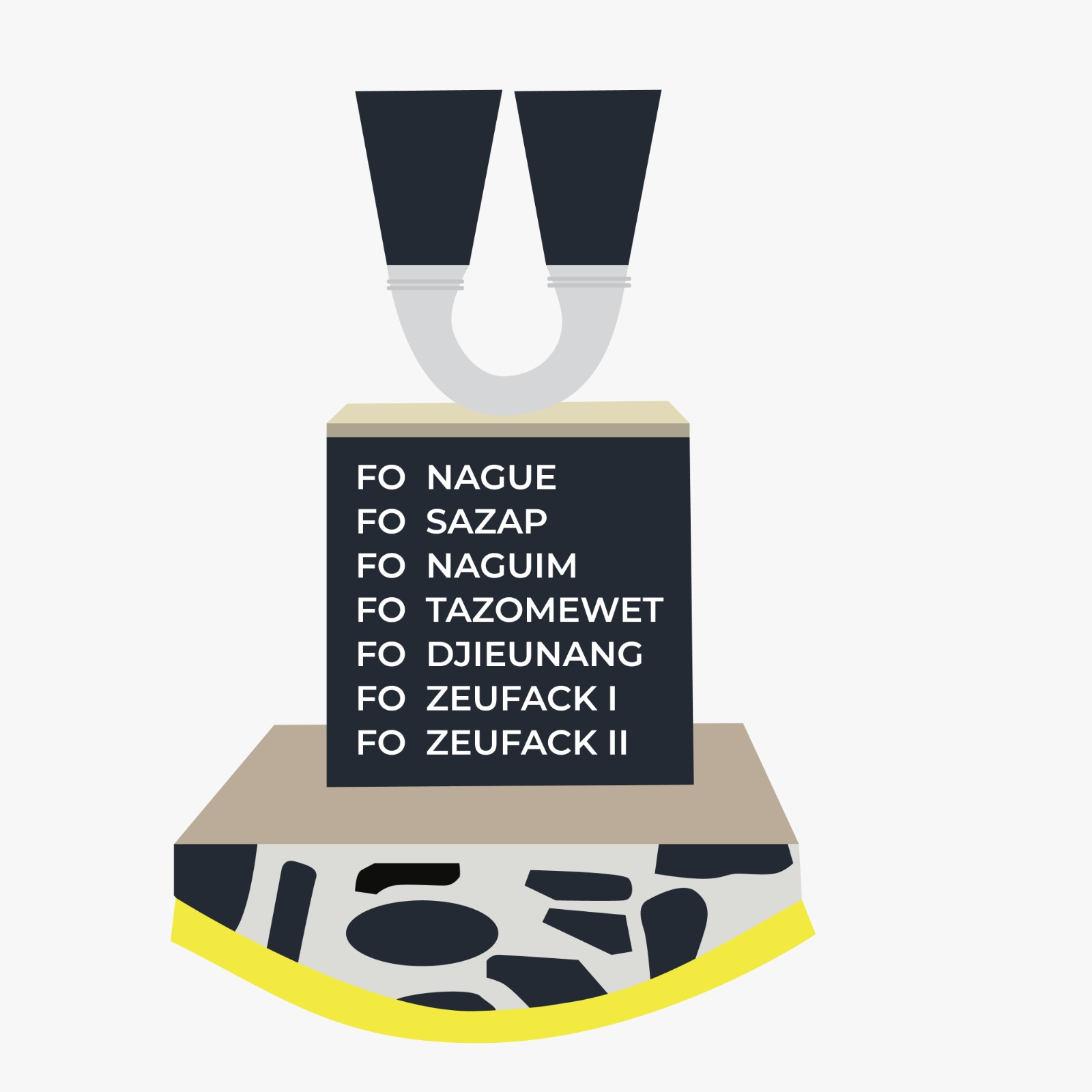

|   | Nom        | Règne                     | Photo | œuvres                                            | anecdote |
| - | ---------- | ------------------------- | ----- | ------------------------------------------------- | -------- |
| 1 | Nague      |                           |       | créateur du village                               |          |
| 2 | Sazap      |                           |       |                                                   |          |
| 3 | Naguim     |                           |       | configuration actuelle du village.                |          |
| 4 | Djeudjieu  |                           |       |                                                   |          |
| 5 | Tazomewet  |                           |       |                                                   |          |
| 6 | Djieunnang | 1959                      |       |                                                   |          |
| 7 | Zeufack    | 1964 - 15.10.1991         |       |                                                   |          |
| 8 | Zeufack 2  | 19.10.1991 - actuellement |       | création de partenariats au niveau international. |          |